# Via de' Geppi
Via dei Geppi è una strada dell'Oltrarno nel centro storico di Firenze, che va dal lungarno Guicciardini angolo piazza degli Scarlatti a via Santo Spirito. 

## Storia
La breve e stretta strada era un "chiasso" privato su cui si affacciavano le case della consorteria dei Lanfredini e di altre famiglie come gli Scarlatti e i Geppi, collegate tra loro da cavalcavia, di solito in legno e mobili. La famiglia dei Geppi (da "Giuseppi"), che dà il nome alla strada, era una famiglia magnatizia originaria di Monterinaldi, fattasi "popolana" nel 1361 ed estintasi nel 1764, che dovette avere in questa zona le proprie case, verosimilmente sul lato occidentale. 
In questo isolato le case principali guardavano verso via Santo Spirito, mentre verso l'Arno, fino all'odierna piazza degli Scarlatti, si estendevano alcuni servizi comuni della consorteria, come il pozzo e gli "orti". Già nel primo Cinquecento, quando il lungarno venne lastricato, il lato settentrionale iniziò ad aumentare di importanza, con la creazione ad esempio del palazzo Lanfredini, ma fu soprattutto nell'Ottocento che i lungarni divennero rinomati luoghi di passeggio che vennero creati ampi palazzi come palazzo Adami Lami.

## Descrizione
Per quanto secondaria e appartata, la strada è attraversata da un certo traffico veicolare locale perché è l'unica che dà accesso a via Santo Spirito.
Curiosamente la numerazione stradale non procede qui, come di consueto, dall'Arno ad allontanarsi, ma segue uno schema inverso, da sud a nord. 
Venendo dal lungarno, la strada costeggia sulla sinistra la piazza Scarlatti col palazzo dei Lanfredini, mentre a destra (lato che non fa parte della piazza) si trova palazzo Adami Lami, con un'entrata secondaria al n. 4 con stemma Adami nell ghiera metallica (a tre clave, poste in palo affiancate). Più avanti, a sinistra, si trova l'accesso alla torre dei Lanfredini (n. 1): sull'architrave del portoncino sono due scudi in terracotta, di fattura moderna, quello a destra con l'arme dei Lanfredini (cerchiato di sei pezzi di rosso e d'argento), quello di sinistra con l'arme dei Bruschi (partito: nel primo d'oro, all'aquila dal volo abbassato di nero, uscente dalla partizione; nel secondo d'argento, all'albero sradicato di verde); su questo lato si vedono al primo piano le tracce di un'apertura ad altezza piena, che dava anticamente su uno dei ponticelli sospesi. 
Sull'altro lato (n. 2) si trova una casa che su via Santo Spirito mostra alcuni resti di pietre medievali. 

### Tabernacoli

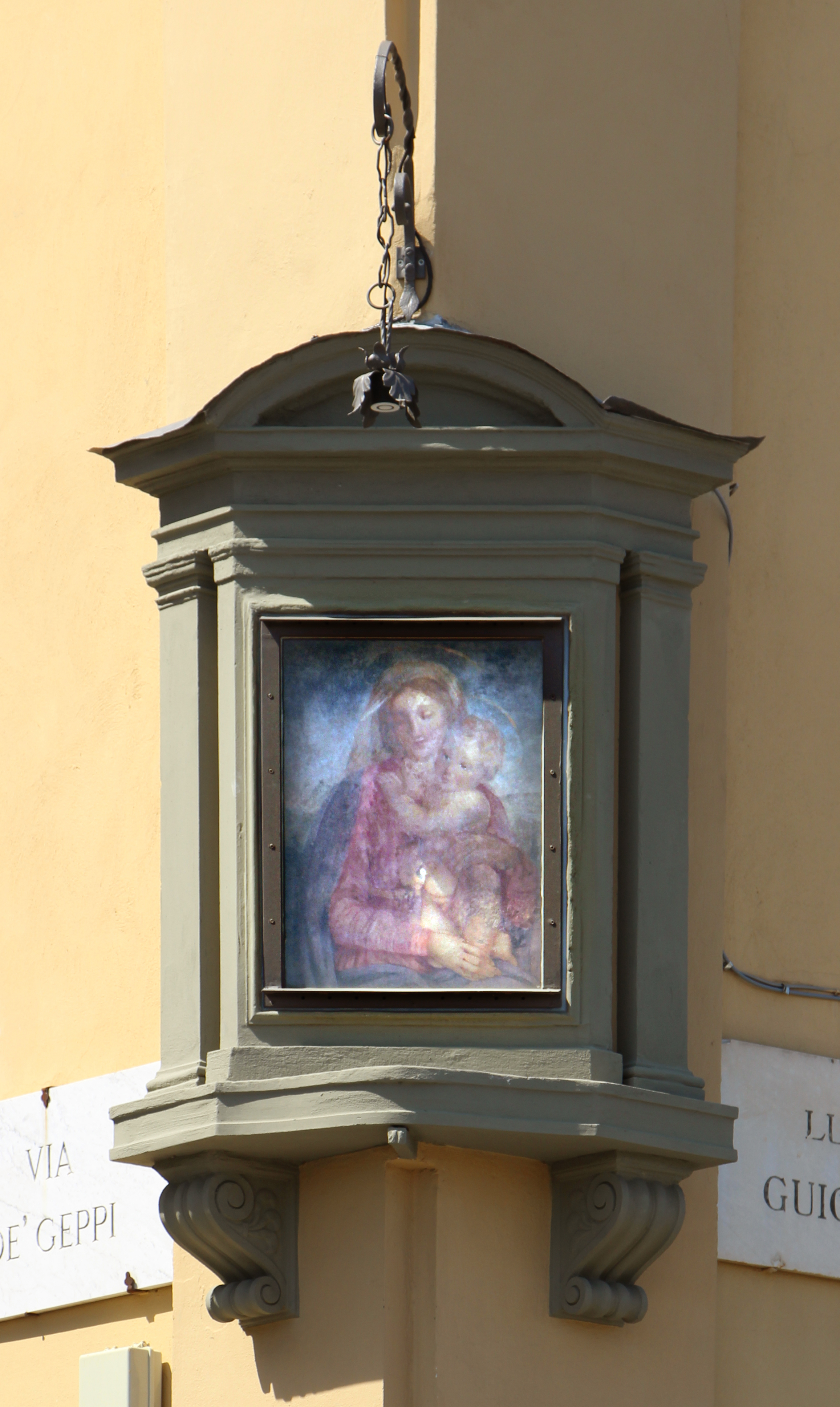
Tabernacolo in angolo col Lungarno Guicciardini

Vicino all'ingresso della torre dei Lanfredini, soitto un'antica lumiera, si vede una nicchia timpanata contenente un moderno rilevo in terracotta raffigurante San Michele Arcangelo che pesa le anime e che ostenta un libro aperto sul quale sono i nomi delle figlie di Alberto Bruschi, già proprietario e restauratore dell'edificio. 
All'altra estremità, sulla cantonata di palazzo Adami Lami col lungarno e con la piazza degli Scarlatti, è un tabernacolo con edicola settecentesca, racchiudente un dipinto su embrice raffigurante la Madonna con il Bambino del primo Cinquecento, riferito a Domenico Beceri (autore minore seguace del Puligo, più probabile del nome di Francesco Granacci sulla targhetta), quale copia antica e specchiata della Madonna Mackintosh di Raffaello. Il tabernacolo è stato restaurato nel 2019 col contributo della Fondazione Adami Lami in memoria dei fondatori Alessandro e Annamaria Adami Lami.

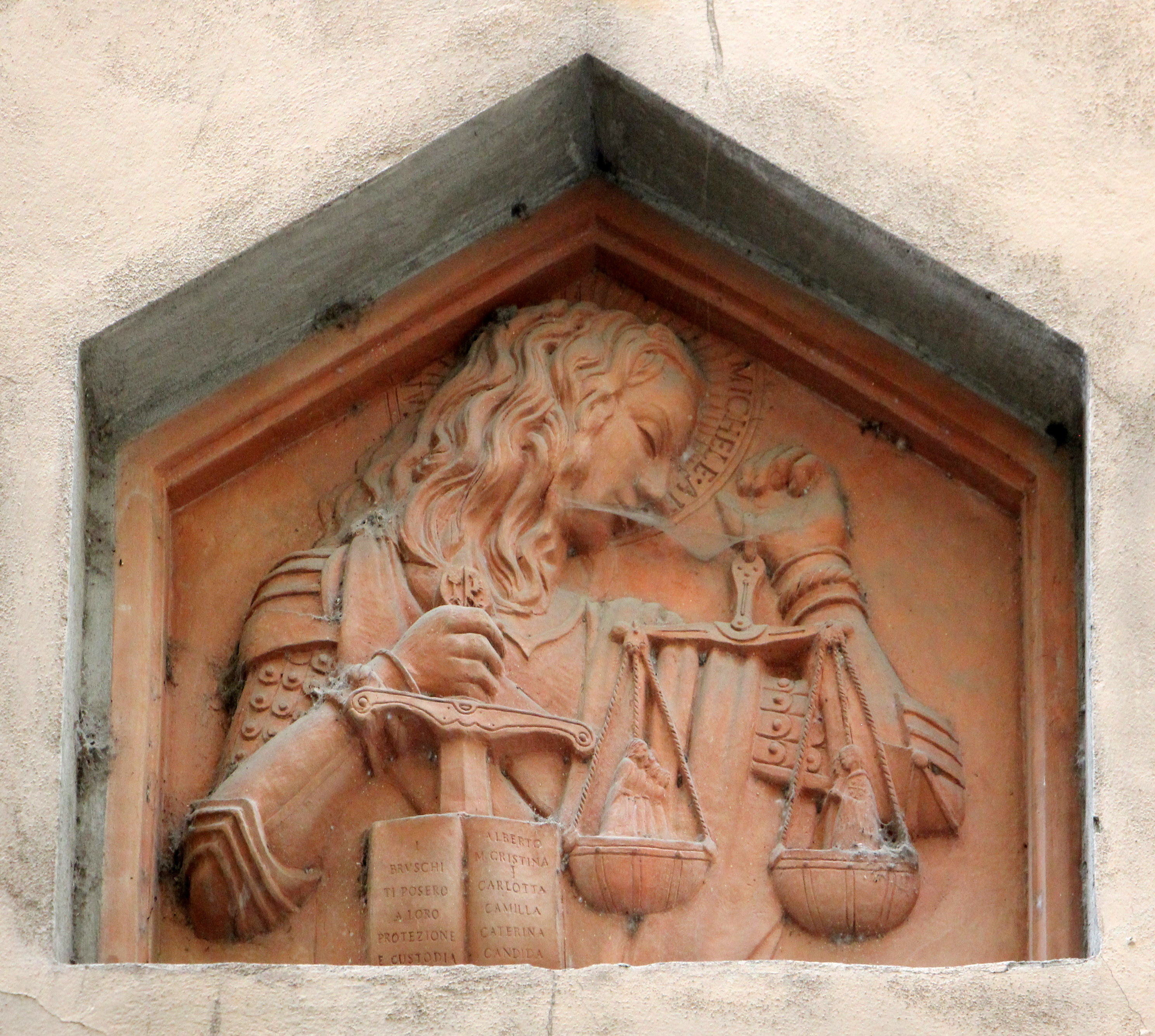
Tabernacolo Bruschi